# Вологі тропічні ліси Туамоту
Вологі тропічні ліси Туамоту (ідентифікатор WWF: OC0115) — океанійський екорегіон тропічних та субтропічних вологих широколистяних лісів, розташований на островах Полінезії в Тихому океані.

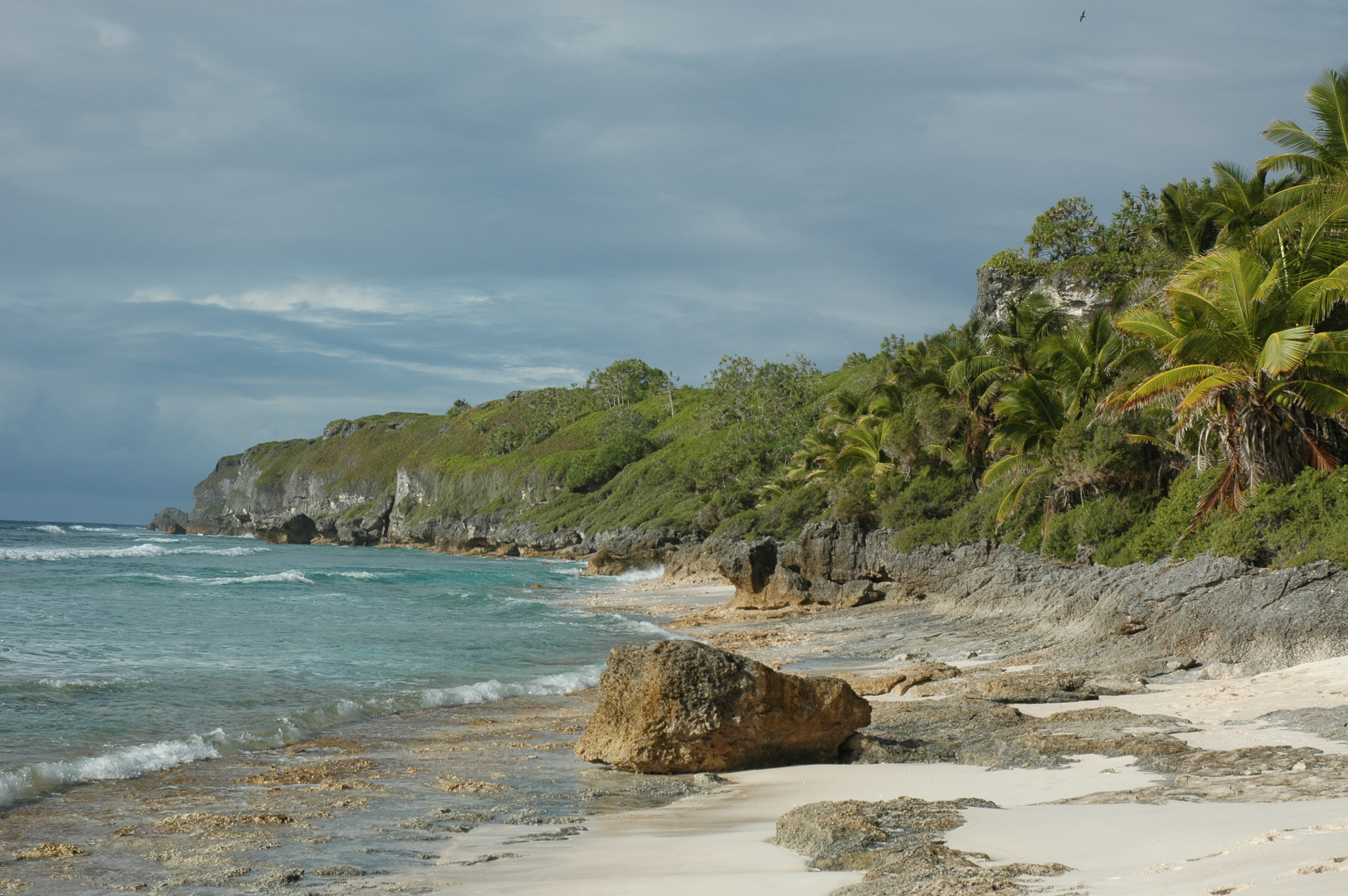
Узбережжя острова Гендерсон

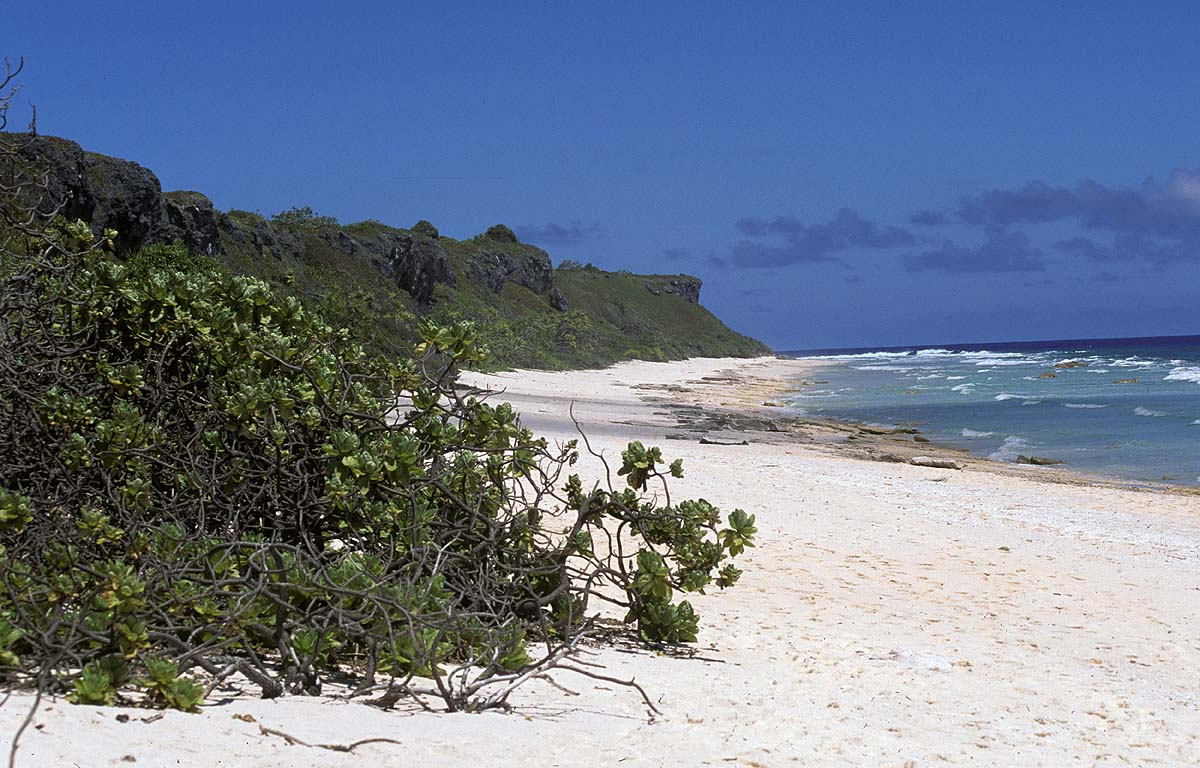
Деревопоподібні геліотропи на узбережжі Гендерсону

## Географія
Екорегіон вологих тропічних лісів Туамоту охоплює архіпелаги Туамоту та Гамб'є, що складають східну та центральну частини Французькій Полінезії, заморської країни Франції, та простягаються на 1800 км з північного заходу на південний схід через центральну частину Тихого океану, а також чотири острови, що входять до Британської заморської території Піткерн та лежать за 1000 км на південний схід від островів Гамб'є. Загалом острови екорегіону лежать між 13° і 25° південної широти та між 124° і 148° західної довготи і розкидані по 3000 км² поверхні Тихого океану.
Архіпелаг Туамоту — це найбільша у світі група коралових атолів, що складається з 78 атолів, з яких 45 є населеними. Атоли — це невисокі кільцеподібні острови з коралового піску, що утворилися на вершинах згаслих підводних вулканів віком від 4 до 18 мільйонів років та підіймаються менш ніж на 6 метрів над рівнем моря. В центрі їх розташована неглибока лагуна, яка зазвичай сполучена з навколишнім океаном кількома вузькими протоками, що розділяють кільцеподібний атол на кілька менших острівців, відомих як моту. Атол Рангіроа, розташований на північному заході Туамоту, є одним з найбільших у світі.
Внаслідок тектонічних рухів деякі атоли можуть піднятися на кілька десятків метрів над поверхнею океану, сформувавши підняті атоли, основу яких складають коралові вапняки. Прикладом таких піднятих атолів є острів Макатеа, який підіймається на 100 м над рівнем моря.
На відміну від низьких атолів Туамоту, острови Гамб'є мають вулканічне походження. В центрі цієї острівної групи розташований великий острів Мангарева, найвищою вершиною якого є гора Дафф, що підіймається на 441 м над рівнем моря. Навколо нього розташовані кілька менших вулканічних островів та дрібних коралових островів — вершин бар'єрного рифу, що оточує центральну лагуну. Загалом архіпелаг Гамб'є включає 43 острови.
Острівна група Піткерн складається з чотирьох островів — вулканічного острова Піткерн віком приблизно 900 000 років, який підіймається на висоту 346 м над рівнем моря, піднятого атола Гендерсон та атолів Дюсі і Оено. Єдиним населеним островом архіпелагу є Піткерн — станом на 2020 рік на ньому жили 47 людей.

## Клімат
Клімат екорегіону коливається від тропічного на півночі Туамоту, де середньорічна температура становить 27 °C, до субтропічного на островах Піткерн, де середньорічна температура становить 23 °C. Середньорічна кількість опадів в регіоні коливається від 1500 до 2000 мм. На навітряних східних схилах високих островів опадів випадає трохи більше завдяки східним пасатам.

## Флора
Рослинний покрив екорегіону представлений вологими тропічними лісами. На атолах та низинних ділянках високих вулканічних островів переважають мішані широколистяні ліси. На піщаних ділянках поблизу пляжів ростуть чагарники приморської суріани (Suriana maritima) та кислуватого пемфіса (Pemphis acidula), далі від узбережжя — чагарники сцеволи (Scaevola spp.) та морської ранди (Guettarda speciosa), а ще далі — ліси деревоподібних геліотропів (Heliotropium arboreum). У внутрішніх районах островів ліси більш різноманітні: окрім геліотропів, у них також зростають великі пізонії (Pisonia grandis), покрівельні пандани (Pandanus tectorius), австралійські шовковиці (Pipturus argenteus), червоні сесбанії (Sesbania coccinea), прибережні кордії (Cordia subcordata), лимонолисті морінди (Morinda citrifolia) та волокнистолисті калофіллуми (Calophyllum inophyllum). В лісах на атолі Ніау поширені ендемічні ніауські мірсини (Myrsine naiuensis).
На плато, сформованих піднятими кораловими вапняками, поширені високі, густі ліси, у яких переважають великі пізонії (Pisonia grandis), покрівельні пандани (Pandanus tectorius), тихоокеанські баньяни (Ficus prolixa), макатейські хомаліуми (Homalium mouo) та морські ранди (Guettarda speciosa). В лісах, що ростуть на піднятому атолі Макатеа, зустрічаються ендемічні пальми туамотські прітчардії (Pritchardia vuylstekeana), а на Гендерсоні — звичайні теспезії (Thespesia populnea), гендерсонські сідероксилони (Sideroxylon st-johnianum), гендерсонська череда (Bidens hendersonensis) та кілька видів каркасів (Celtis spp.).
У гірських лісах, що ростуть у високогір'ях Піткерну, домінують макатейські хомаліуми (Homalium mouo), гірські метросідероси (Metrosideros collina), тихоокеанські баньяни (Ficus prolixa), покрівельні пандани (Pandanus tectorius) та звичайні теспезії (Thespesia populnea). Можливо, подібні ліси колись зростали на острові Мангарева.
У той час, як видове різноманіття флори в екорегіоні є низьким (так, на атолі Дюсі в архіпелазі Піткерн зростають лише два види рослин), рівень її ендемізму є доволі високим, особливо на високих вулканічних островах. Приблизно 14 видів рослин, що зростають на островах Гендерсон та Піткерн, є ендемічними. Загалом на острові Піткерн зростають 80 видів місцевих судинних рослин, зокрема дві ендемічні папороті та вісім ендемічних квіткових рослин. 51 вид місцевих судинних рослин перебуває під загрозою зникнення. Серед рідкісних ендеміків Піткерну слід відзначити піткернську копросму (Coprosma benefica) та папороть Angiopteris chauliodonta, а серед інших рідкісних рослин, поширених на острові — бородатий циклофіллум (Cyclophyllum barbatum) та алахее (Psydrax odorata). Відсутність плодоїдних птахів на Піткерні обмежила розповсюдження піткернських копросм, алахее та духмяних ксилосм (Xylosma suaveolens), зменшуючи здатність цих рослин відновлюватися після порушення.

## Фауна
Орнітофауна екорегіону включає 11 ендемічних видів птахів, з яких шість видів мешкають на Туамоту, а п'ять видів — на островах Піткерн.
Ендемічні макатейські тілопо (Ptilinopus chalcurus) мешкають у залишках лісів на острові Макатеа, а туамотуанські куліги (Prosobonia parvirostris) зустрічаються на багатьох вільних від пацюків атолах в архіпелазі Туамоту. Іншими ендеміками Туамоту є атолові тілопо (Ptilinopus coralensis) та туамотуанські очеретянки (Acrocephalus atyphus), поширені на багатьох островах архіпелагу, та ніауські альціони (Todiramphus gertrudae), обмежені атолом Ніау. Полінезійські голуби (Pampusana erythroptera) колись зустрічалися на Туамоту та на островах Товариства, однак наразі збереглися лише на Туамоту. Гендерсонські тілопо (Ptilinopus insularis), чорні погоничі (Zapornia atra), гендерсонські лорі-віні (Vini stepheni) та гендерсонські очеретянки (Acrocephalus taiti) є ендеміками острова Гендерсон, а піткернські очеретянки (Acrocephalus vaughani) — ендеміками Піткерну.
Острови екорегіону є важливим місцем розмноження для багатьох морських птахів. На островах Туамоту гніздяться 22 види морських птахів, а на островах Гамб'є і Піткерн — 14 видів. Острів Гендерсон є єдиним місцем гніздування ендемічних чорних тайфунників (Pterodroma atrata), хоча раніше вони також гніздилися на Піткерні та на атолі Дюсі. Тайфунники гніздяться на землі, тому поява на цих островах інтродукованих малих пацюків (Rattus exulans), які полюють на пташенят, призвела до зникнення популяцій птахів на Піткерні та Дюсі.
Серед майже ендемічних птахів, що зустрічаються на островах екорегіону, слід відзначити полінезійських пінонів (Ducula aurorae), що гніздяться на Макатеї, та синьо-фіолетових лорі-віні (Vini peruviana). На островах Туамоту зимують новозеландські коелі (Urodynamis taitensis) та рідкісні аляскинські кульони (Numenius tahitiensis). 
Місцеві наземні ссавці в екорегіоні відсутні. Герпетофауна екорегіону включає кілька поширених в Океанії видів сцинків та геконів, зокрема океанійських змієоких сцинків (Cryptoblepharus poecilopleurus) та тихоокеанських дтелл (Gehyra insulensis). 
На острові Піткерн мешкають 26 видів наземних равликів, вісім з яких є ендемічними. Три види зустрічаються лише у залишках місцевої рослинності, на площі менше 1 га. Ці залишки природного рослинного покриву вразливі до вторгнення екзотичних рослин, таких як звичайний лантан (Lantana camara) або яблучна гуаява (Psidium guajava), що зробило б їх непридатними для місцевих равликів. На острові Гендерсон мешкають 9 ендемічних наземних равликів та понад 450 видів членистоногих, з яких 50 видів є ендемічними.

## Збереження
Острови Туамоту були заселені полінезійцями, які прибули з островів Товариства приблизно 1300 років тому. Люди привезли чужорідні рослини, зокрема кокосову пальму (Cocos nucifera) та свічковий горіх (Aleurites moluccanus), які натуралізувалися на островах, а також свиней та малих пацюків (Rattus exulans). До 1000 року н.е. полінезійці досягли островів Піткерн і просунулись далі на схід до Рапа-Нуї. Острови Піткерн і Гендерсон були заселені полінезійцями, але обидва острови були покинуті близько 500 років тому.
Європейські дослідники почали відвідувати острови Туамоту у XVII столітті. На початку XIX століття архіпелаг підпорядковувався Королівству Таїті, а в другій половині століття він був колонізований Францією, яка анексувала королівство. У 1790 році дев'ять британських бунтівників з корабля «Баунті» та їхні таїтянські супутники оселилися на Піткерні, і з невеликою перервою їхні нащадки живуть там досі. Європейці завезли на острови регіону чорних пацюків (Rattus rattus), сірих пацюків (Rattus norvegicus), свійських котів, кіз, кроликів та інших тварин, а також багато екзотичних рослин.
Інтродукція пацюків призвела до знищення популяцій наземних та морських птахів та до вимирання кількох видів — туамотських альціонів (Todiramphus gambieri) та полінезійських очеретянок (Acrocephalus astrolabii), що мешкали на острові Мангарева, гендерсонських голубів (Pampusana leonpascoi), баунтійських голубів (Bountyphaps obsoleta), гендерсонських пінонів (Ducula harrisoni) та гендерсонських куліг (Prosobonia sauli), що мешкали на Гендерсоні, таравайських пінонів (Ducula tihonireasini), що мешкали на острові Тараваї тощо. Багато інтродукованих рослин стали інвазивними видами, що витісняють місцевих рослин та тварин, які від них залежать. 
Значна частина природного середовища екорегіону була знищена і перетворена на кокосові плантації та інші сільськогосподарські угіддя, а також постраждала від надмірного випасу худоби та від частих пожеж, спричинених людьми. 98 % лісів на островах Гамб'є були знищені, і єдина ділянка місцевого лісу збереглася на горі Мокота на Мангареві. У період між 1966 та 1996 роками Франція провела 193 ядерних випробування на атолах Муруроа і Фангатауфа в архіпелазі Туамоту.
Тим не менш, природа багатьох островів екорегіону є відносно недоторканою. Місцеві ліси збереглися на більшій частині Макатеї, Ніау та на південно-східних атолах Туамоту. Ліси Гендерсона відносно недоторкані, хоча малі пацюки знищили місцевих птахів.
Оцінка 2017 року показала, що 38 км², або 97 % екорегіону, є заповідними територіями. Природоохоронні території включають Біосферний заповідник громади Факарава, який включає сім коралових островів та атолів, а також Заповідник острова Гендерсон. У 1988 році острів Гендерсон був внесений до списку Світової спадщини ЮНЕСКО.